# GTPR Gdynia
Gdyńskie Towarzystwo Piłki Ręcznej (în română Asociația de Handbal din Gdynia), prescurtat GTPR Gdynia, este un club de handbal feminin din Gdynia, Polonia, care evoluează în Superliga Poloneză de Handbal Feminin, primul eșalon al campionatului polonez. GTPR Gdynia a fost fondat în 1990 și a evoluat în sezonul 2012/13 sub numele de Vistal Łączpol Gdynia. Echipa, care folosește actualmente denumirea de Vistal Gdynia din rațiuni de sponsorizare, a fost de două ori campioană a Poloniei, în sezoanele 2011/2012 și 2016/2017.

## Istoric
În perioada comunistă, în Gdynia a existat Clubul Sportiv pentru Amatori, care a fost continuat în anii 1990 de clubul Izohan Gdynia. În februarie 2003, sponsorul titular al clubul de handbal a devenit  Łączpol, iar în 2003 echipa a promovat în Liga I, divizia secundă a handbalului polonez, unde a evoluat apoi în următorii patru ani. În sezonul 2005/2006, echipa s-a clasat pe locul al doilea, iar în sezonul  2006/2007, după ce a câștigat 18 din cele 20 de meciuri disputate, s-a clasat pe primul loc, promovând în Superligă, denumită la acea vreme „Ekstraklasa”. GTPR Gdynia a debutat la începutul lui septembrie 2007, câștigând meciul în deplasare împotriva echipei Slupsk (29:22).

## Palmares
- Superliga Poloneză de Handbal
  - Campioană: 2012, 2017
  - Vicecampioană: 2015
  - Locul 3: 2010, 2011, 2014, 2016

- Cupa Poloniei
  -  Câștigătoare: 2014, 2015, 2016

- Campionatul de junioare:
  - Vicecampioană: 2012, 2013
  - Locul 3: 2015, 2016, 2017

- Campionatul de tineret:
  - Campioană: 2012, 2016
  - Locul 3: 2015

- Cupa Challenge
  - Semifinalistă: 2010

## Echipa

### Lotul de jucătoare
Echipa în sezonul 2017–18
| Portari - 10 Oliwia Kamińska - 12 Małgorzata Gapska - 16 Weronika Kordowiecka Extreme dreapta - 03 Katarzyna Janiszewska - 04 Aneta Łabuda - 87 Jagoda Błaszkowska Extreme stânga - 11 Patrycja Bieńkowska - 14 Magdalena Stanulewicz - 22 Kinga Gutkowska Pivoți - 37. Marta Śliwińska - 66. Joanna Szarawaga - 77. Patrycja Kulwińska | Linia de 9 metri - 05 Alicja Pękala - 07 Kornelia Małecka - 18 Aleksandra Zych - 19 Joanna Kozłowska - 20 Julia Wtulich - 24 Natalia Kowalczyk - 49 Patricia Matieli - 71 Martyna Borysławska - 78 Paulina Uścinowicz |

### Banca tehnică
Sezonul 2017–18
| Post               | Naționalitate/Nume   |
| ------------------ | -------------------- |
| Antrenor principal | Agnieszka Truszyńska |
| Antrenor secund    | Piotr Zelent         |
| Fizioterapeut      | Maciej Rybka         |
| Statistician       | Dominik Bonisławski  |
| Manager sportiv    | Loredana Matyka      |

### Conducerea administrativă
Conform paginii oficiale a GTPR Gdynia
| Post                 | Naționalitate/Nume |
| -------------------- | ------------------ |
| Președinte           | Marek Gutteter     |
| Directorul clubului  | Krystian Gańcza    |
| Președinte de onoare | Andrzej Hinz       |

## Sală
Echipa GTPR Gdynia joacă meciurile de pe teren în sala Gdynia Arena, cu o capacitate de 4271 de locuri pe scaune.